# Mekar Jaya (Pangkalan Kerinci)
Mekar Jaya is een bestuurslaag in het regentschap Pelalawan van de provincie Riau, Indonesië. Mekar Jaya telt 2211 inwoners (volkstelling 2010).